# Cửa chắn ke ga

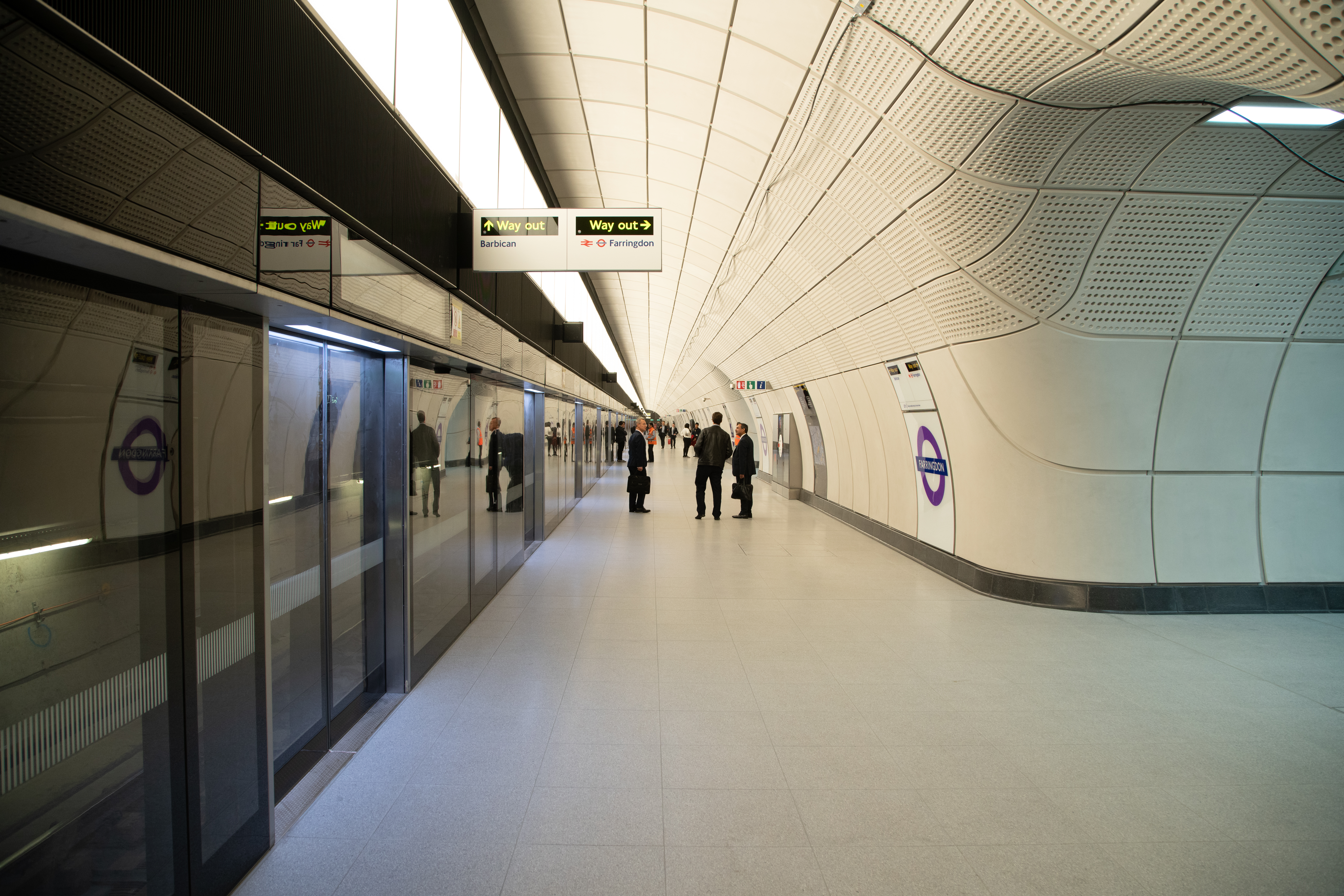
Cửa lưới chắn nền trên tuyến Elizabeth tại Farringdon năm 2019

Cửa chắn ke ga (Tiếng Anh: Platform screen doors, PSDs), còn được gọi là cửa cạnh ke ga (Tiếng Anh: Platform edge doors, PEDs), được sử dụng tại một số ga xe lửa, tàu điện ngầm và ga chở người để tách ke ga khỏi đường ray xe lửa, cũng như trên một số tuyến buýt nhanh, xe điện mặt đất và các hệ thống đường sắt nhẹ. Chủ yếu được sử dụng để đảm bảo an toàn cho hành khách, chúng là một bổ sung tương đối mới cho nhiều hệ thống tàu điện ngầm trên khắp thế giới, một số đã được trang bị thêm cho các hệ thống đã có sẵn. Chúng được sử dụng rộng rãi trong các hệ thống tàu điện ngầm châu Á, châu Âu và Hệ thống vận chuyển nhanh xe buýt Mỹ Latinh.

## Lịch sử

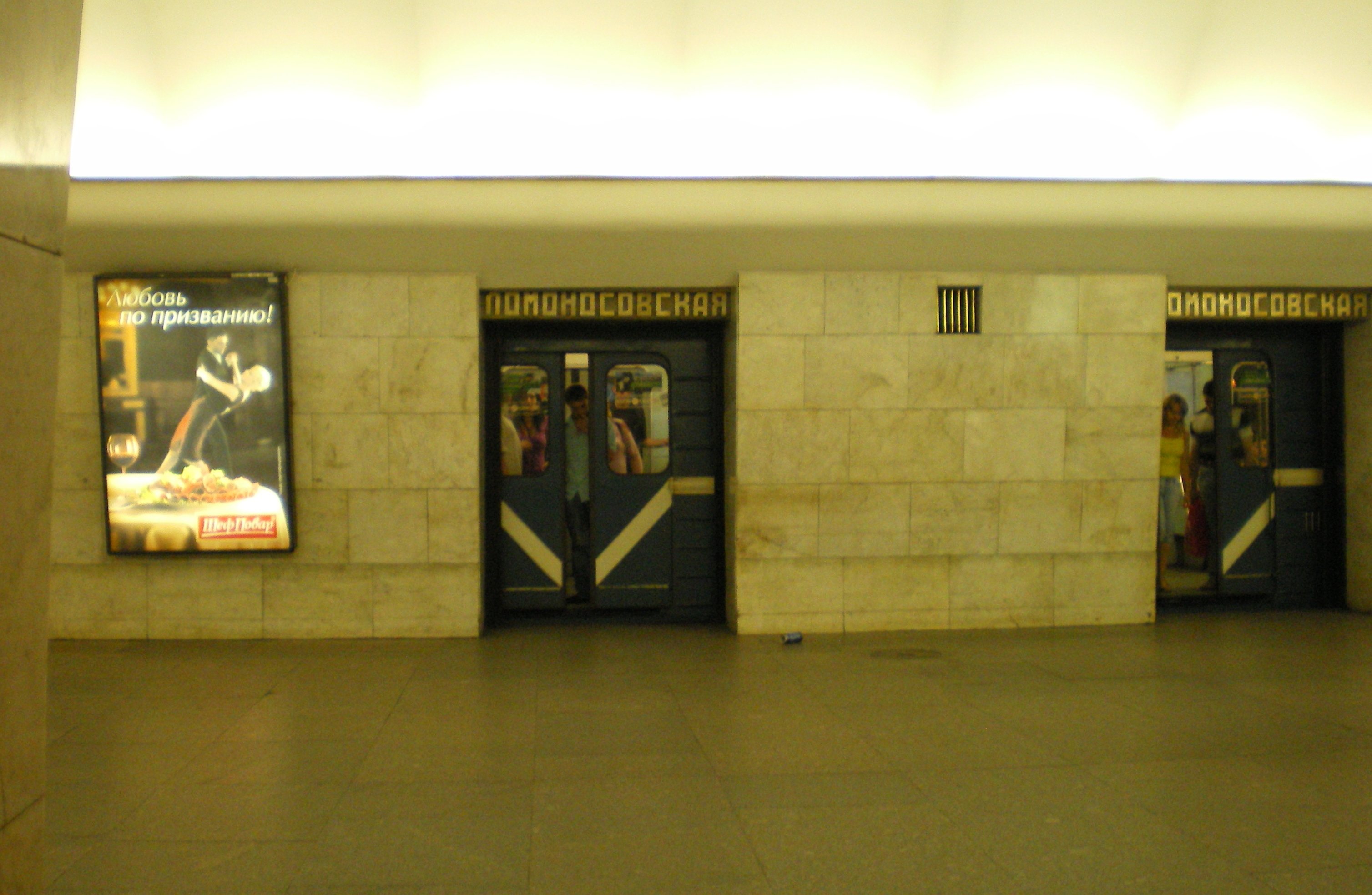
Cửa kiểu "nâng ngang" tại nhà ga Lomonosovskaya trên Tàu điện ngầm Saint Petersburg, loại cửa có chắn đầu tiên trên thế giới.

Ý tưởng về cửa chắn ke ga có từ đầu năm 1908, khi Charles S. Shute ở Boston được cấp bằng sáng chế cho "Hàng rào và cổng an toàn cho ke ga". Sáng chế bao gồm "một hàng rào cho các cạnh của ke ga", bao gồm một loạt các cọc được bắt vít vào mép của ke ga và các cọc có thể di chuyển theo chiều dọc có thể thu vào trong mép của ke ga khi có một đoàn tàu trong nhà ga. Năm 1917, Carl Albert West được cấp bằng sáng chế cho "Cổng dành cho đường sắt ngầm và những thứ tương tự". Sáng chế cung cấp các thanh dẫn cách đều nhau được cố định vào tường bên của đường hầm, với "cổng có các đầu của nó được dẫn hướng trong các thanh dẫn, các đầu và phần trung gian của cổng có các con lăn ăn vào tường bên". Các xi lanh khí nén có pít-tông sẽ được sử dụng để nâng các cổng phía trên ke ga khi một đoàn tàu đang ở trong ga. Không giống như phát minh của Shute, toàn bộ cổng ke ga có thể di chuyển được và có thể rút lên trên.
Các nhà ga đầu tiên trên thế giới có cửa chắn ke ga là mười nhà ga của Tuyến 2 Tàu điện ngầm Saint Petersburg được mở từ năm 1961 đến năm 1972. "Cửa" ke ga thực sự là các lỗ trên tường nhà ga, hỗ trợ trần của ke ga. Các đường hầm tiếp giáp với nền tảng đảo của mười nhà ga được xây dựng bằng máy khoan đường hầm(TBM) và các nền tảng đảo thực sự được đặt trong một hầm riêng biệt giữa hai đường hầm. Thông thường, TBM đào các đường hầm sâu giữa các nhà ga, trong khi các hầm của nhà ga được đào thủ công và chứa cả đường ray và ke ga. Tuy nhiên, trong trường hợp của Tàu điện ngầm Saint Petersburg, các TBM khoan một cặp đường hầm liên tục đi qua mười nhà ga và bản thân các nhà ga được xây dựng trong các hầm chỉ chứa ke ga, với các lỗ nhỏ ở các bên của hầm, trong lệnh cho hành khách tiếp cận các đoàn tàu trong đường hầm.
Hệ thống giao thông đại chúng tốc độ cao của Singapore khai trương năm 1987 thường được mô tả là hệ thống tàu điện ngầm hạng nặng đầu tiên trên thế giới kết hợp PSD vào các nhà ga vì lý do kiểm soát khí hậu và an toàn, thay vì hạn chế về kiến trúc,, mặc dù Lille Metro nhẹ mở cửa vào năm 1983 trước đó.

## Các loại
Mặc dù các thuật ngữ này thường được sử dụng thay thế cho nhau, nhưng cửa chắng ke ga có thể đề cập đến cả rào chắn có chiều cao đầy đủ và nửa chiều cao. Cửa lưới chắn toàn bộ chiều cao của nền tảng là toàn bộ rào cản giữa sàn và trần nhà ga, trong khi cửa lưới chắn nửa chiều cao của nền tảng được gọi là cửa cạnh nền tảng hoặc cửa nền tảng tự động, vì chúng không chạm tới trần nhà và do đó không tạo ra một rào cản tổng thể. Cửa ke ga thường chỉ bằng một nửa chiều cao của cửa toàn chắn, là cửa trượt cao ngang ngực ở mép ke ga để ngăn hành khách rơi khỏi mép ke ga xuống đường ray. Nhưng đôi khi chúng đạt đến chiều cao của đoàn tàu. Giống như cửa chắn có chiều cao tối đa, các cổng ke ga này trượt mở hoặc đóng đồng thời với cửa tàu. Hai loại cửa lưới này hiện là loại chính trên thế giới.

### Cửa chắn ke ga kín hoàn toàn
Cửa lưới kín hoàn toàn (PSD: Platform Screen Door) là loại cửa lưới ngăn hoàn toàn từ mặt sàn đến trần nhà. Cửa lưới kín hoàn toàn đầu tiên là cửa lưới của Ga Park Pobedi trên Tuyến Tàu điện ngầm St. Petersburg số 2 ở Nga, đây cũng là "cửa lưới" được lắp đặt đầu tiên trên thế giới trong chính nhà ga.
| - Ưu điểm : Do không gian đường ray và ke ga được tách biệt hoàn toàn nên ảnh hưởng của tiếng ồn, gió (gió tàu) hoặc bụi trên ke ga khi tàu đi vào có thể giảm đáng kể và điều hòa không khí của nhà ga (nhiệt độ, độ ẩm, nhiệt còn giúp giữ vi trùng, mùi hôi, bụi mịn,... ở trạng thái phù hợp với mục đích sử dụng và sức khỏe của nơi ở). Hầu hết các cửa lưới của ga tàu điện ngầm đều thuộc loại này. | - Nhược điểm : Kết cấu phức tạp, thường xuyên hỏng hóc, trục trặc, chi phí lắp đặt, bảo dưỡng cao do liên quan nhiều bộ phận. Khi lắp đặt, phải lắp đặt thiết bị thông gió riêng và dỡ bỏ tất cả các cấu trúc phía trên. |

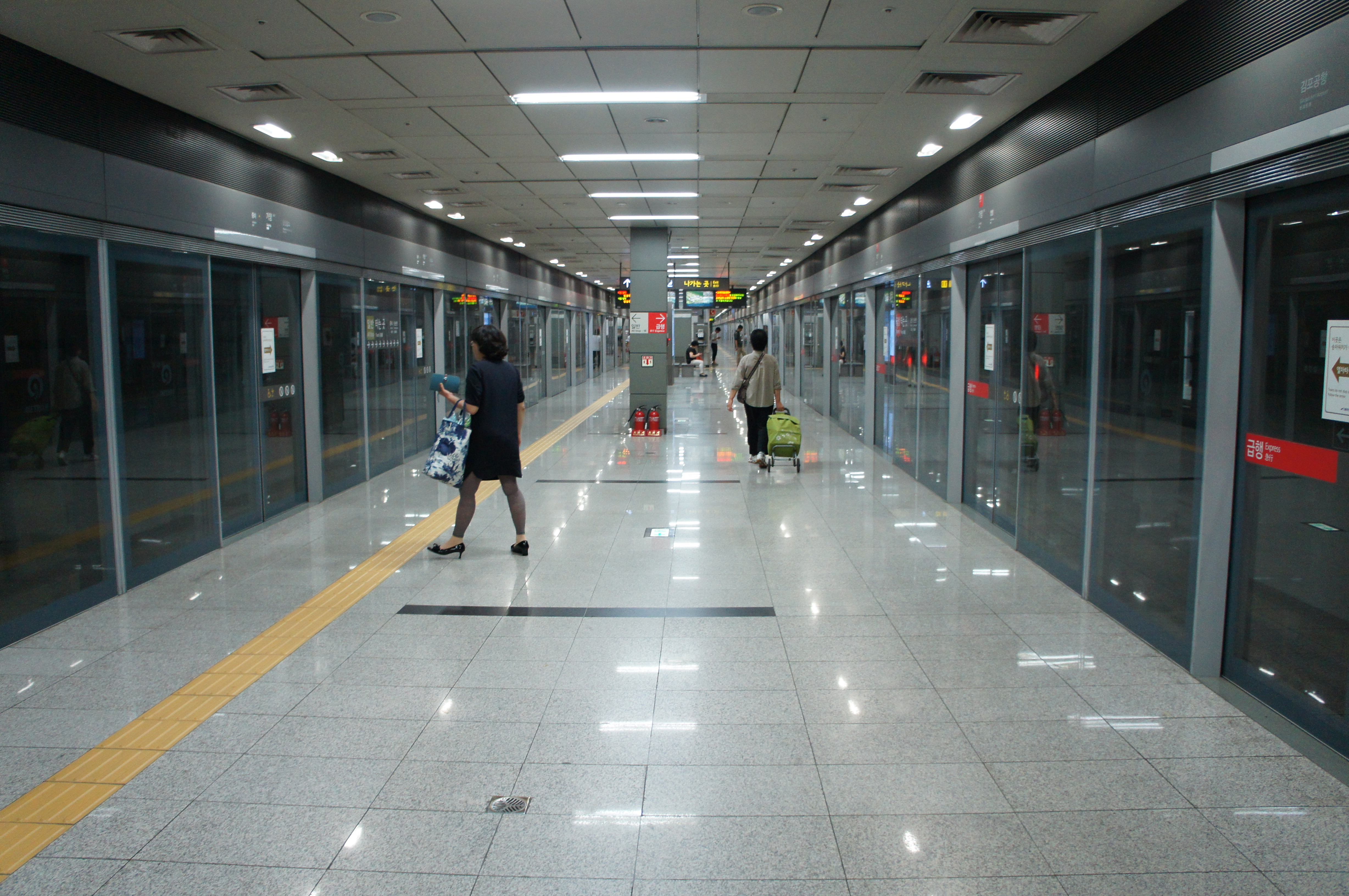
Cửa chắn ke ga kín hoàn toàn tại Ga Gayang trên Tàu điện ngầm Seoul tuyến 9.

### Cửa chắn ke ga nửa kín
| - Ưu điểm : Chi phí xây dựng thấp hơn so với loại kín hoàn toàn và có thể thông gió tự nhiên. | - Nhược điểm : Tác dụng cản tiếng ồn và gió kém hơn loại kín hoàn toàn. |

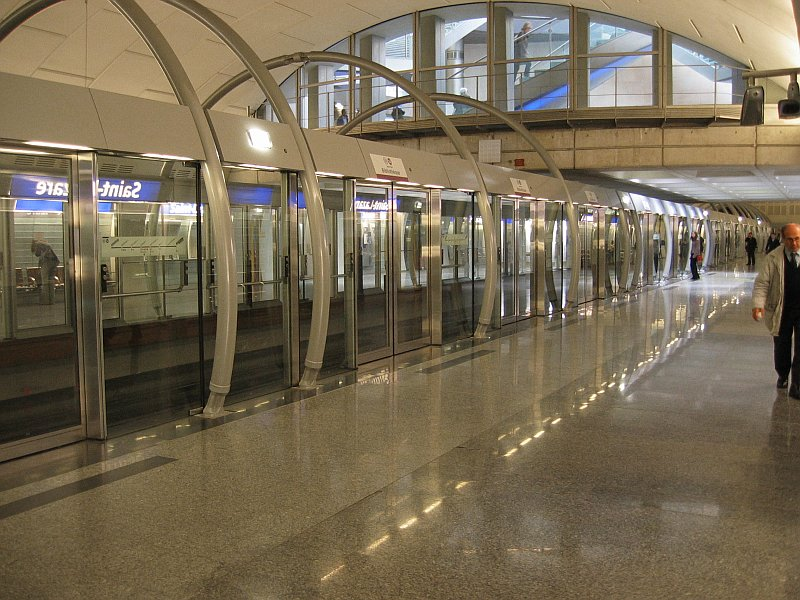
Cửa lưới nửa kín tại ga Gare Seint-Lazare trên Tuyến 14 của Tàu điện ngầm Paris.

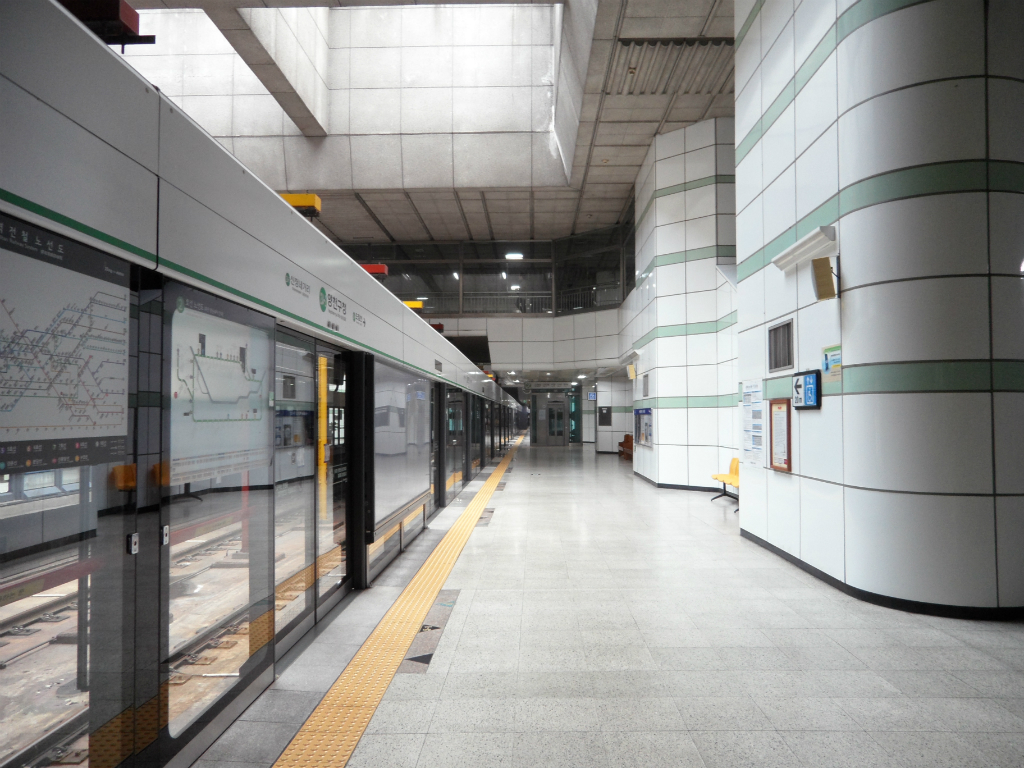
Cửa lưới nửa kín tại Ga văn phòng Yangcheon-gu

Cửa chắn ke ga dạng nửa kín (PED: Platform Edge Door) được lắp đặt ở độ cao khoảng 2m trở lên, giống như loại kín hoàn toàn nhưng đường chạy và ke ga không tách biệt hoàn toàn, phía trên để hở. Nó chủ yếu được lắp đặt ở các ga mặt đất và ga trên cao, nhưng cũng được lắp đặt từng chút một ở một số ga ngầm. Các ga trên Tuyến 1 và 2 của Tàu điện ngầm Busan gặp khó khăn trong việc lắp đặt các hệ thống kín hoàn toàn 100% do thiếu ngân sách, Các ga trên các tuyến hệ thống giao thông mới của Nhật Bản, Tuyến Namboku của Tàu điện ngầm Tokyo và Tuyến Tozai của Tàu điện ngầm Thành phố Kyoto đã được mở tại Các ga của thập niên 1990 và các ga của Tama Urban Monorail mở cửa vào năm 1998.  
Một ga trên đường không có mái che sẽ là nửa kín cho dù nó được lắp đặt ở độ cao nào. Loại đóng hoàn toàn và loại bán đóng được gọi chung là 'loại đóng'.
Cửa lưới bán kín đã được lắp đặt không chỉ ở các nhà ga mà còn ở các bến xe buýt.

### Cửa chắn ke ga dạng lan can
| - Ưu điểm : Dễ lắp đặt, chi phí lắp đặt và bảo trì thấp, vì không cần lắp đặt thiết bị thông gió riêng biệt hoặc dỡ bỏ tất cả các trần trong quá trình lắp đặt. | - Nhược điểm : Tuy nhiên hiệu quả cản gió tàu thấp, khả năng dán sát mặt vào đường ray cao. |

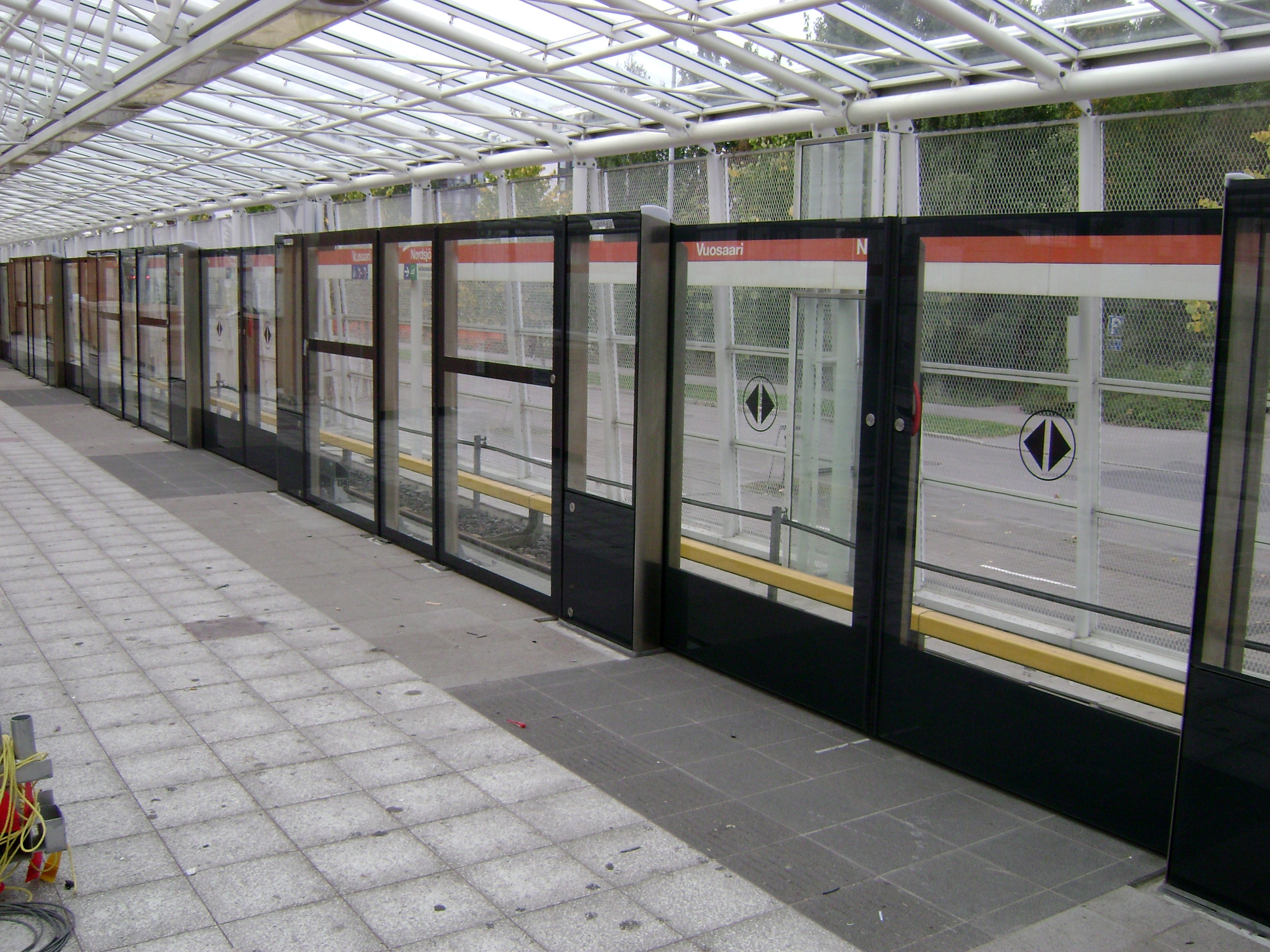
Cửa lưới dạng lan can tại Ga Buosarin trên Tàu điện ngầm Helsinki ở Phần Lan.

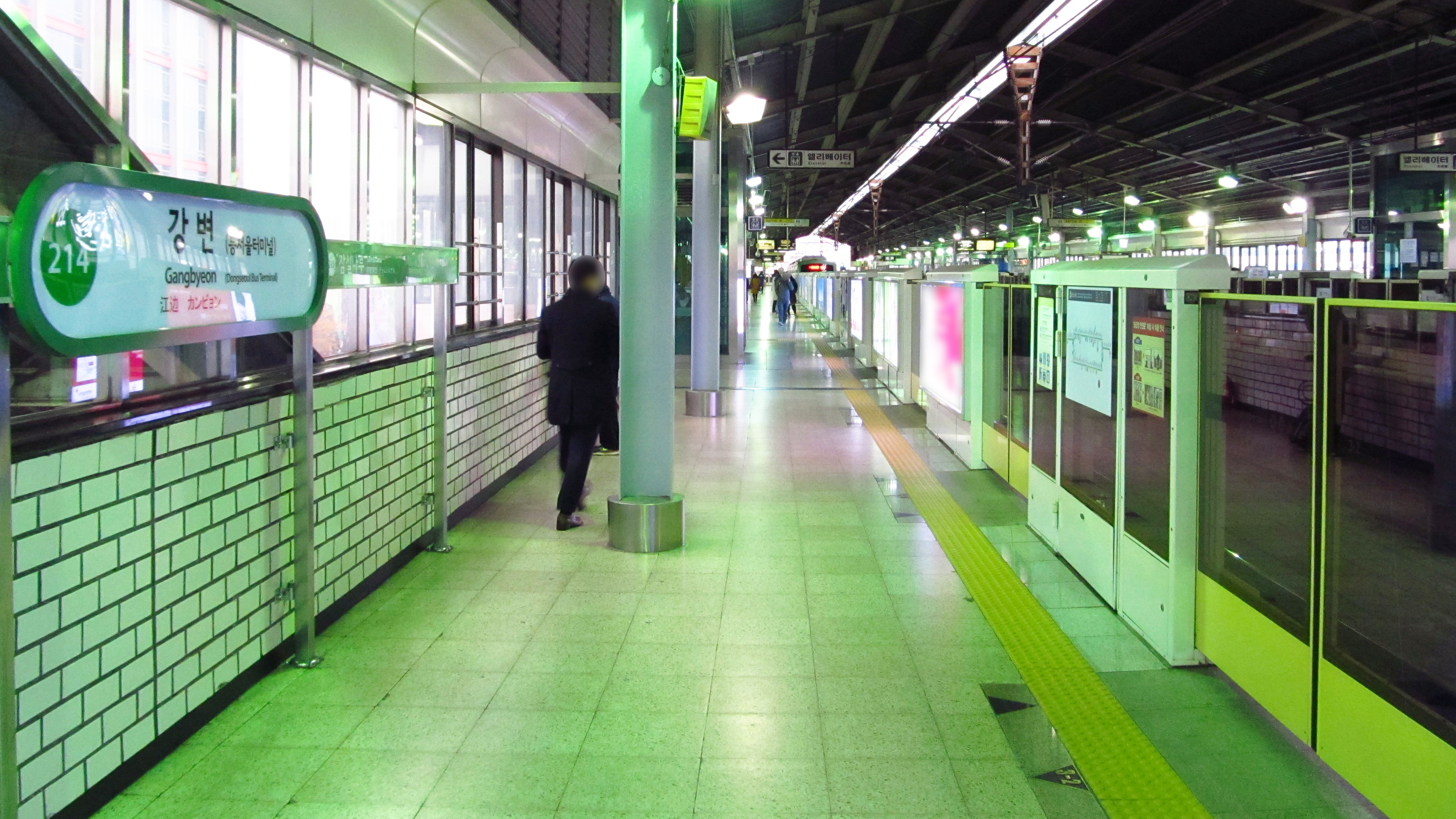
Cửa lưới dạng lan can được lắp đặt tại Ga Gangbyeon

Cửa chắn ke ga dạng lan can (HHPSD: Half Height Platform Screen Door) là một trong những loại cửa lưới và được lắp đặt ở độ cao khoảng một nửa so với loại cửa lưới kèm theo.
Ga Đại học Konkuk và Ga Gangbyeon của Tàu điện ngầm Seoul tuyến 2, Daegu Metro tuyến 3, Ga Tokyo, Ga Shinagawa, Ga Shin -Yokohama, Ga Atami, Ga Nagoya của Nhật Bản đường sắt cao tốc Tokaido Shinkansen Nó được lắp đặt ở tất cả các ga của Kyushu Shinkansen và Nishi Kyushu Shinkansen.
Hầu hết, nó được lắp đặt bằng rất nhiều kính, nhưng có những trường hợp không có kính hoặc rất ít, chẳng hạn như ga đơn giản của kho phương tiện Anpyeong hoặc ke ga của Nhật Bản.
Trong trường hợp của Bangkok Skytrain, quảng cáo video được truyền đi bằng cách lắp đặt các biển báo kỹ thuật số (màn hình) trên tường. Ở JR East, đó là cửa nhà thông minh, cửa lưới có độ mở rộng hơn so với cửa lưới kiểu tay vịn hiện có, có cấu trúc phụ đơn giản và cấu trúc khung nhẹ, giúp giảm trọng lượng của thiết bị và đơn giản hóa các cơ chế hướng dẫn hỗ trợ, và rút ngắn thời gian lắp đặt (Tiếng Nhật : スマートホームドア Smart Asuma~Toho~Mudoa) đã được phát triển và đang được thí điểm tại Ga Machida trên Tuyến Yokohama và Ga Haijima trên Tuyến Hachiko. Kể từ năm 2018, đã có thông báo rằng cửa nhà thông minh cũng sẽ được giới thiệu tích cực khi lắp đặt cửa lưới ở khu vực Tokyo

### Cửa chắn dạng dây thừng
Cửa chắn dạng dây thừng  (RSD: Rope Screen Door) là một loại cửa chắn ngăn không gian giữa ke ga và tàu bằng cách di chuyển một sợi dây hoặc thanh chắn lên xuống.
| - Ưu điểm : Ít sự cố, chi phí lắp đặt và bảo trì ít hơn so với các phương pháp khác. Ngay cả khi các đoàn tàu có vị trí cửa khác nhau hoặc chiều dài đoàn tàu khác nhau chia sẻ ke ga, việc vận hành vẫn có thể thực hiện được với một chút tính toán. | - Nhược điểm : Không có tác dụng như chắn gió tàu hỏa. |

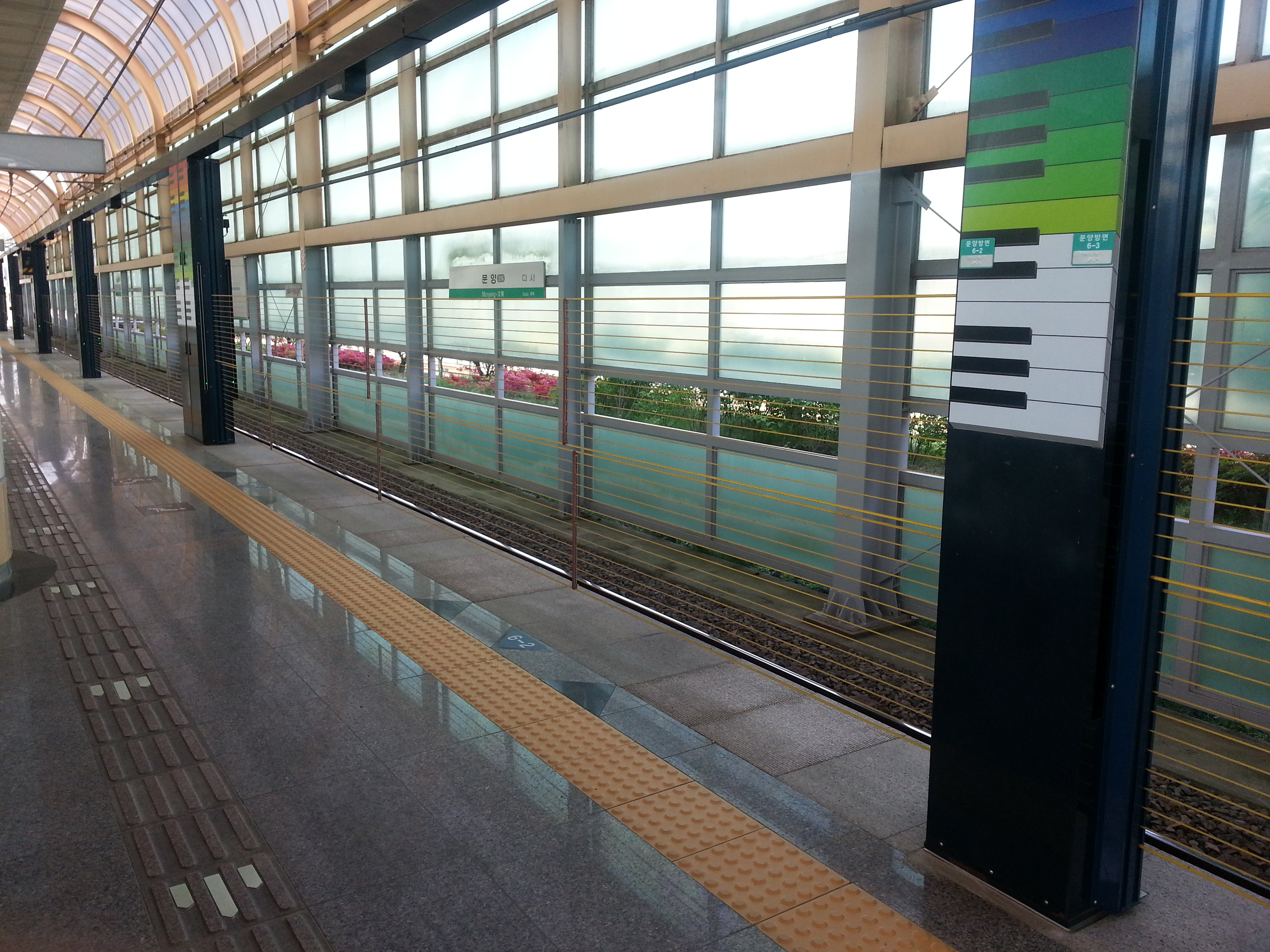
Cửa lưới dạng dây thừng ở ga Moonyang

Các chuyến tàu và tàu điện ngầm thông thường ở khu vực đô thị của Hàn Quốc có chiều dài tàu và vị trí cửa khác nhau nên rất khó vận hành tại các ga có cửa lưới có thể thu vào trái-phải hiện có và chỉ có thể vận hành cửa lưới dạng dây.
Lần đầu tiên trên thế giới, cửa lưới dạng dây thừng được lắp đặt tại ga Nokdong trên tuyến tàu điện ngầm Gwangju số 1 ở Hàn Quốc, nhưng sau đó đã được thay thế bằng loại nửa kín. Ga Munyang trên Tuyến tàu điện ngầm Daegu số 2 và Ga Nonsan trên Tuyến Honam. Tuy nhiên, các đoàn tàu có thông số kỹ thuật khác không được vận hành tại Ga Munyang. Mặt khác, cửa lưới dạng dây thừng, được xuất khẩu sang Nhật Bản và vận hành thử nghiệm, đáp ứng các loại tàu khác nhau.

## Sự cố
Trên tàu điện ngầm Thượng Hải năm 2007, một người đàn ông cố gắng lên một đoàn tàu đông đúc đã bị mắc kẹt giữa cửa tàu và cửa ke ga khi chúng đóng lại. Anh ta bị kéo xuống dưới đoàn tàu đang khởi hành và bị chết. Năm 2010, một phụ nữ ở Ga Công viên Trung Sơn của Thượng Hải đã thiệt mạng trong hoàn cảnh tương tự khi cô bị mắc kẹt giữa cửa tàu và ke ga. Một cái chết gần như giống hệt nhau đã xảy ra trên Tàu điện ngầm Bắc Kinh vào năm 2014 ‍—‌cái chết thứ ba liên quan đến cửa ke ga ở Trung Quốc trong vòng vài năm trước đó. Năm 2018, một phụ nữ cũng bị mắc kẹt tương tự giữa cửa ke ga và xe lửa tại ga đường cao tốc Bao'an của Thượng Hải. Cô ấy đã thoát khỏi vết thương bằng cách đứng yên khi đoàn tàu khởi hành. Vào ngày 22 tháng 1 năm 2022, một phụ nữ lớn tuổi đã thiệt mạng khi bị mắc kẹt giữa cửa tàu và cửa chắn ke ga tại Ga đường Qi'an ở Thượng Hải.

Từ năm 1999 đến 2012, các cửa ke ga của Tàu điện ngầm Luân Đôn, tất cả đều nằm trên tuyến Jubilee, là nguyên nhân gây ra 75 vụ thương tích, bao gồm cả những cú va chạm vào đầu và cánh tay của mọi người.